# Selektivnährboden
Unter Selektivnährboden versteht man einen Nährboden, der das Wachstum einer bestimmten Gruppe von Mikroorganismen, beispielsweise bestimmter Bakterien, begünstigt, während er die Entwicklung anderer Mikroorganismen unterdrückt. Dies geschieht aufgrund der Zusammensetzung des Nährbodens, da Mikroorganismen unterschiedliche Bedürfnisse hinsichtlich des Kulturmediums in puncto Nährstoffzusammensetzung, pH-Wert etc. besitzen und da einige Stoffe andere Mikroorganismen in ihrem Wachstum hemmen.
| Name                                 | Anzüchtung von                                                                                  | Bemerkungen |
| ------------------------------------ | ----------------------------------------------------------------------------------------------- | --- |
| CCD-Agar                             | Campylobacter                                                                                   | enthält u. a. Aktivkohle (C für charcoal), Cefoperazon (C) und Desoxycholat (D) |
| Cetrimid-Agar                        | Nachweis und Differenzierung von Pseudomonaden, insbesondere P. aeruginosa                      | enthält u. a. Cetrimid (Cetyltrimethylammoniumbromid) als Hemmstoff gegen zahlreiche Bakterien, das von Pseudomonas aber verwertet wird; verwertbare Kohlenhydrate sind nicht enthalten |
| CIN-Agar                             | Yersinien                                                                                       | enthält u. a. Cefsulodin (C), Irgasan (I) und Novobiocin (N) |
| CNA-Agar                             | grampositive Bakterien                                                                          | enthält u. a. Colistin (C) und Nalidixinsäure (NA) |
| Dichloran-Glycerin-Agar              | trockenheitsliebende (xerophile) oder osmotolerante Schimmelpilze                               | |
| Endo-Agar                            | Enterobakterien, insbesondere E. coli                                                           | zugleich Differentialnährboden (E. coli erkennbar am so genannten Fuchsinglanz), weist Lactoseverwertung nach                                                                           |
| Eosin-Methylen-Blau                  | gramnegative Bakterien, insbesondere Enterobacteriaceae                                         | zugleich Differentialnährboden, Unterscheidung durch positive oder negative Verwertung von Lactose und Saccharose                                                                       |
| Glycerol-Yeastextract-Maltose-Medium | Streptomyzeten                                                                                  | |
| MacConkey-Agar                       | gramnegative Bakterien, insbesondere Salmonellen, Shigellen und coliforme Bakterien             | zugleich Differentialnährboden, weist Lactoseverwertung nach |
| Mannit-Kochsalz-Agar                 | Staphylokokken und Mikrokokken                                                                  | auch Chapman-Agar genannt |
| Önöz-Agar                            | Salmonellen und andere Enterobakterien                                                          | |
| Sabouraud-Dextrose-Agar              | Pilze                                                                                           | saurer pH-Wert gegen Bakterien |
| TCBS-Agar                            | Isolierung und Nachweis von Vibrio cholerae und anderen Vibrionen                               | enthält u. a. Thiosulfat (T), Citrat (C), Gallensalze (B für bile salts) und Saccharose (S)                                                                                             |
| Thayer-Martin-Agar                   | pathogene Neisserien                                                                            | enthält u. a. Amphotericin B, Colistin, Trimethoprim und Vancomycin |
| VRB-Agar                             | Nachweis von coliformen Bakterien in Wasser, Milch, Milchprodukten, Fleisch u. a. Lebensmitteln | zugleich Differentialnährboden, enthält u. a. Kristallviolett (V für violet), Neutralrot (R für red) und Gallensalze (B für bile salts)                                                 |
| XLD-Agar                             | gramnegative Bakterien, insbesondere Salmonellen und Shigellen                                  | zugleich Differentialnährboden, enthält u. a. Xylose (X), Lysin (L) und Desoxycholat (D)                                                                                                |